# مريم بلاسكو
مريم غوادالوبي بلاسكو سوتو (بالإسبانية: Miriam Guadalupe Blasco Soto، ولدت في 12 ديسمبر 1963، بلد الوليـد، قشتالة وليون، إسبانيا) لاعبة جودو إسبانية.
حصلت على الميدالية الذهبية في دورة الألعاب الأولمبية الصيفية عام 1992 في برشلونة، كما حازت على الميدالية الذهبية في بطولة العالم للجودو عام 1991، وعلى الميدالية الذهبية في بطولة أوروبا للجودو عام 1991.

## إنجازاتها

### الألعاب الأولمبية الصيفية
- 1992 برشلونة  إسبانيا:  ميدالية ذهبية في وزن تحت 57 كغم.

### بطولة العالم للجودو
- 1989 بلغراد  صربيا:  ميدالية برونزية في وزن تحت 56 كغم.
- 1991 برشلونة  إسبانيا:  ميدالية ذهبية في وزن تحت 56 كغم.

### بطولة أوروبا للجودو
- 1988 بنبلونة  إسبانيا:  ميدالية فضية في وزن تحت 56 كغم.
- 1989 هلسنكي  فنلندا:  ميدالية برونزية في وزن تحت 56 كغم.
- 1991 براغ  جمهورية التشيك:  ميدالية ذهبية في وزن تحت 56 كغم.
- 1992 باريس  فرنسا:  ميدالية برونزية في وزن تحت 56 كغم.
- 1994 غدانسك  بولندا:  ميدالية برونزية في وزن تحت 57 كغم.